# Stagione 2018-2019 di snooker
La stagione 2018-2019 di snooker è la 50ª edizione di una stagione di snooker. È iniziata il 10 maggio 2018 ed è finita il 6 maggio 2019.
| Titoli Ranking      | 20                                                 |
| Titoli Non-Ranking  | 4                                                  |
| Tornei Varianti     | 3                                                  |
| Tripla Corona       |                                                    |
| UK Championship     | Ronnie O'Sullivan 10-6 Mark Allen (7° in carriera) |
| The Masters         | Judd Trump 10-4 Ronnie O'Sullivan (1° in carriera) |
| Campionato mondiale | Judd Trump 18-9 John Higgins (1° in carriera)      |
| Stagione precedente | Stagione successiva                                |
| 2017-2018           | 2019-2020                                          |

## Calendario
| Tornei Ufficiali     | Tornei Ufficiali                      | Tornei Ufficiali                   | Tornei Ufficiali | Tornei Ufficiali       | Tornei Ufficiali  | Tornei Ufficiali                                 | Tornei Ufficiali                            | Tornei Ufficiali |
| N° Torneo            | Date di gioco                         | Nome Torneo                        | N° Edizione      | Tipologia Torneo       | Città             | Vincitore                                        | Finalista                                   | Risultato        |
| -------------------- | ------------------------------------- | ---------------------------------- | ---------------- | ---------------------- | ----------------- | ------------------------------------------------ | ------------------------------------------- | ---------------- |
| 1                    | 27 luglio 2018 - 29 luglio 2018       | Riga Masters                       | 5ª               | Ranking                | Riga              | Neil Robertson                                   | Jack Lisowski                               | 5 - 2            |
| 2                    | 31 luglio 2018 - 4 agosto 2018        | Haining Open                       | 5ª               | Non-Ranking            | Haining           | Mark Selby                                       | Li Hang                                     | 5 - 4            |
| 3                    | 6 agosto 2018 - 12 agosto 2018        | World Open                         | 8ª               | Ranking                | Yushan            | Mark Williams                                    | David Gilbert                               | 10 - 9           |
| 4                    | 22 agosto 2018 - 26 agosto 2018       | Paul Hunter Classic                | 15ª              | Ranking                | Fürth             | Kyren Wilson                                     | Peter Ebdon                                 | 4 - 2            |
| 5                    | 3 settembre 2018 - 8 settembre 2018   | Six-Red World Championship         | 9ª               | Tornei Varianti        | Bangkok           | Kyren Wilson                                     | Ding Junhui                                 | 8 - 4            |
| 6                    | 10 settembre 2018 - 16 settembre 2018 | Shanghai Masters                   | 12ª              | Non-Ranking            | Shanghai          | Ronnie O'Sullivan                                | Barry Hawkins                               | 11 - 9           |
| 7                    | 24 settembre 2018 - 30 settembre 2018 | China Championship                 | 3ª               | Ranking                | Guangzhou         | Mark Selby                                       | John Higgins                                | 10 - 9           |
| 8                    | 1º ottobre 2018 - 7 ottobre 2018      | European Masters                   | 3ª               | Ranking                | Lommel            | Jimmy Robertson                                  | Joe Perry                                   | 9 - 6            |
| 9                    | 15 ottobre 2018 - 21 ottobre 2018     | English Open                       | 3ª               | Ranking                | Crawley           | Stuart Bingham                                   | Mark Davis                                  | 9 - 7            |
| 10                   | 24 ottobre 2018 - 25 ottobre 2018     | Macao Masters                      | 1ª               | Tornei Varianti        | Macao             | Barry Hawkins Ryan Day Zhou Yuelong Zhao Xintong | Mark Williams Marco Fu Joe Perry Zhang Anda | 5 - 1            |
| 11                   | 25 ottobre 2018                       | Six-Red Macao Masters              | 1ª               | Tornei Varianti        | Macao             | Barry Hawkins                                    | Mark Williams                               | 3 - 2            |
| 12                   | 28 ottobre 2018 - 4 novembre 2018     | International Championship         | 7ª               | Ranking                | Daqing            | Mark Allen                                       | Neil Robertson                              | 10 - 5           |
| 13                   | 5 novembre 2018 - 11 novembre 2018    | Champion of Champions              | 8ª               | Non-Ranking            | Coventry          | Ronnie O'Sullivan                                | Kyren Wilson                                | 10 - 9           |
| 14                   | 12 novembre 2018 - 18 novembre 2018   | Northern Ireland Open              | 3ª               | Ranking                | Belfast           | Judd Trump                                       | Ronnie O'Sullivan                           | 9 - 7            |
| 15                   | 27 novembre 2018 - 9 dicembre 2018    | UK Championship                    | 42ª              | Ranking                | York              | Ronnie O'Sullivan                                | Mark Allen                                  | 10 - 6           |
| 16                   | 10 dicembre 2018 - 16 dicembre 2018   | Scottish Open                      | 10ª              | Ranking                | Glasgow           | Mark Allen                                       | Shaun Murphy                                | 9 - 7            |
| 17                   | 13 gennaio 2019 - 20 gennaio 2019     | The Masters                        | 45ª              | Non-Ranking            | Londra            | Judd Trump                                       | Ronnie O'Sullivan                           | 10 - 4           |
| 18                   | 30 gennaio 2019 - 3 febbraio 2019     | German Masters                     | 10ª              | Ranking                | Berlino           | Kyren Wilson                                     | David Gilbert                               | 9 - 7            |
| 19                   | 4 febbraio 2019 - 10 febbraio 2019    | World Grand Prix                   | 5ª               | Ranking                | Celtenham         | Judd Trump                                       | Ali Carter                                  | 10 - 6           |
| 20                   | 11 febbraio 2019 - 17 febbraio 2019   | Welsh Open                         | 28ª              | Ranking                | Cardiff           | Neil Robertson                                   | Stuart Bingham                              | 9 - 7            |
| 21                   | 21 febbraio 2019 - 24 febbraio 2019   | Shoot-Out                          | 10ª              | Ranking                | Watford           | Thepchaiya Un-Nooh                               | Michael Holt                                | 1 - 0            |
| 22                   | 27 febbraio 2019 - 3 marzo 2019       | Indian Open                        | 5ª               | Ranking                | Kochi             | Matthew Selt                                     | Lyu Haotian                                 | 5 - 3            |
| 23                   | 4 marzo 2019 - 10 marzo 2019          | Players Championship               | 9ª               | Ranking                | Preston           | Ronnie O'Sullivan                                | Neil Robertson                              | 10 - 4           |
| 24                   | 15 marzo 2019 - 17 marzo 2019         | Gibraltar Open                     | 4ª               | Ranking                | Gibilterra        | Stuart Bingham                                   | Ryan Day                                    | 4 - 1            |
| 25                   | 19 marzo 2019 - 24 marzo 2019         | Tour Championship                  | 1ª               | Ranking                | Llandudno         | Ronnie O'Sullivan                                | Neil Robertson                              | 13 - 11          |
| 26                   | 1º aprile 2019 - 7 aprile 2019        | China Open                         | 19ª              | Ranking                | Beijing           | Neil Robertson                                   | Jack Lisowski                               | 11 - 4           |
| 27                   | 20 aprile 2019 - 6 maggio 2019        | Campionato mondiale                | 79ª              | Ranking                | Sheffield         | Judd Trump                                       | John Higgins                                | 18 - 9           |
| Tornei Non Ufficiali |                                       |                                    |                  |                        |                   |                                                  |                                             |                  |
| N° Torneo            | Date di gioco                         | Nome Torneo                        | N° Edizione      | Tipologia Torneo       | Città             | Vincitore                                        | Finalista                                   | Risultato        |
| 28                   | 10 maggio 2018 - 13 maggio 2018       | Vienna Open                        | 8ª               | Evento di preparazione | Vienna            | Michael Georgiou                                 | Ross Muir                                   | 5 - 4            |
| 29                   | 2 giugno 2018 - 3 giugno 2018         | Challenge Tour 1                   | 9ª               | Challenge Tour         | Burton upon Trent | Brandon Sargeant                                 | Luke Simmonds                               | 3 - 1            |
| 30                   | 10 luglio 2018 - 11 luglio 2018       | Challenge Tour 2                   | 9ª               | Challenge Tour         | Preston           | David Grace                                      | Mitchell Mann                               | 3 - 0            |
| 31                   | 12 luglio 2018 - 15 luglio 2018       | Golden Q Cup                       | 1ª               | Evento di preparazione | Baia Mare         | Luca Brecel                                      | Michael Georgiou                            | 5 - 1            |
| 32                   | 28 luglio 2018                        | Challenge Tour 3                   | 9ª               | Challenge Tour         | Riga              | Barry Pinches                                    | Jackson Page                                | 3 - 2            |
| 33                   | 28 luglio 2018 - 31 luglio 2018       | Pink Ribbon                        | 9ª               | Evento di preparazione | Gloucester        | Andrew Norman                                    | Harvey Chandler                             | 4 - 2            |
| 34                   | 27 agosto 2018 - 28 agosto 2018       | Challenge Tour 4                   | 9ª               | Challenge Tour         | Fürth             | Mitchell Mann                                    | Dylan Emery                                 | 3 - 0            |
| 35                   | 18 settembre 2018 - 19 settembre 2018 | Challenge Tour 5                   | 9ª               | Challenge Tour         | Derby             | David Lilley                                     | Brandon Sargeant                            | 3 - 1            |
| 36                   | 4 ottobre 2018 - 5 ottobre 2018       | Challenge Tour 6                   | 9ª               | Challenge Tour         | Lommel            | David Grace                                      | Ben Hancorn                                 | 3 - 0            |
| 37                   | 13 ottobre 2018 - 14 ottobre 2018     | Challenge Tour 7                   | 9ª               | Challenge Tour         | Preston           | Joel Walker                                      | Jenson Kendrick                             | 3 - 0            |
| 38                   | 24 novembre 2018 - 25 novembre 2018   | Challenge Tour 8                   | 9ª               | Challenge Tour         | Budapest          | Simon Bedford                                    | David Lilley                                | 3 - 1            |
| 39                   | 26 gennaio 2019 - 27 gennaio 2019     | Challenge Tour 9                   | 9ª               | Challenge Tour         | Sheffield         | Adam Duffy                                       | Matthew Glasby                              | 3 - 1            |
| 40                   | 6 marzo 2019 - 7 marzo 2019           | Challenge Tour 10                  | 9ª               | Challenge Tour         | Gloucester        | George Pragnall                                  | Callum Lloyd                                | 3 - 2            |
| Tour Leggende        |                                       |                                    |                  |                        |                   |                                                  |                                             |                  |
| N° Torneo            | Date di gioco                         | Nome Torneo                        | N° Edizione      | N° Edizione            | Città             | Vincitore                                        | Finalista                                   | Risultato        |
| 41                   | 24 ottobre 2018 - 25 ottobre 2018     | UK Seniors Championship            | 2ª               | 2ª                     | Hull              | Ken Doherty                                      | Igor Figueiredo                             | 4 - 1            |
| 42                   | 5 gennaio 2019 - 6 gennaio 2019       | Irish Seniors Masters              | 2ª               | 2ª                     | Kildare           | Jimmy White                                      | Rodney Goggins                              | 4 - 1            |
| 43                   | 3 marzo 2019                          | Seniors Six-Red World Championship | 1ª               | 1ª                     | Belfast           | Jimmy White                                      | Aaron Canavan                               | 4 - 2            |
| 44                   | 11 aprile 2019                        | The Seniors Masters                | 2ª               | 2ª                     | Sheffield         | Joe Johnson                                      | Barry Pinches                               | 2 - 1            |

### Statistiche
In questa statistiche vengono indicati i giocatori che hanno partecipato a delle finali o fatti Century Breaks in Tornei Ufficiali e Non Ufficiali, i giocatori del Tour Leggende sono invece separati.

## Finalisti
| Tornei Ufficiali     | Tornei Ufficiali   | Tornei Ufficiali | Tornei Ufficiali | Tornei Ufficiali | Tornei Ufficiali | Tornei Ufficiali |
| N°                   | Giocatore          | Vittorie         | Finali perse     | Totale           | Ranking Iniziale | Ranking Finale   |
| -------------------- | ------------------ | ---------------- | ---------------- | ---------------- | ---------------- | ---------------- |
| 1                    | Ronnie O'Sullivan  | 5                | 2                | 7                | 2                | 1                |
| 2                    | Neil Robertson     | 3                | 3                | 6                | 10               | 4                |
| 3                    | Judd Trump         | 5                | 0                | 5                | 5                | 2                |
| 4                    | Kyren Wilson       | 3                | 1                | 4                | 9                | 8                |
| 5                    | Stuart Bingham     | 2                | 1                | 3                | 13               | 13               |
| 6                    | Mark Allen         | 2                | 1                | 3                | 12               | 7                |
| 7                    | Barry Hawkins      | 2                | 1                | 3                | 7                | 9                |
| 8                    | Jack Lisowski      | 0                | 3                | 3                | 26               | 11               |
| 9                    | Mark Selby         | 2                | 0                | 2                | 1                | 6                |
| 10                   | Mark Williams      | 1                | 1                | 2                | 3                | 3                |
| 11                   | Ryan Day           | 1                | 1                | 2                | 16               | 18               |
| 12                   | David Gilbert      | 0                | 2                | 2                | 27               | 12               |
| 13                   | John Higgins       | 0                | 2                | 2                | 4                | 5                |
| 14                   | Joe Perry          | 0                | 2                | 2                | 20               | 19               |
| 15                   | Michael Georgiou   | 0                | 2                | 2                | 49               | 46               |
| 16                   | Jimmy Robertson    | 1                | 0                | 1                | 34               | 24               |
| 17                   | Zhou Yuelong       | 1                | 0                | 1                | 33               | 31               |
| 18                   | Zhao Xintong       | 1                | 0                | 1                | 139              | 59               |
| 19                   | Thepchaiya Un-Nooh | 1                | 0                | 1                | 56               | 37               |
| 20                   | Matthew Selt       | 1                | 0                | 1                | 59               | 34               |
| 21                   | Martin Gould       | 1                | 0                | 1                | 24               | 32               |
| 22                   | Luca Brecel        | 1                | 0                | 1                | 15               | 15               |
| 23                   | Li Hang            | 0                | 1                | 1                | 36               | 29               |
| 24                   | Peter Ebdon        | 0                | 1                | 1                | 55               | 47               |
| 25                   | Ding Junhui        | 0                | 1                | 1                | 6                | 10               |
| 26                   | Mark Davis         | 0                | 1                | 1                | 41               | 33               |
| 27                   | Marco Fu           | 0                | 1                | 1                | 18               | 55               |
| 28                   | Zhang Anda         | 0                | 1                | 1                | 136              | 88               |
| 29                   | Shaun Murphy       | 0                | 1                | 1                | 8                | 14               |
| 30                   | Ali Carter         | 0                | 1                | 1                | 11               | 17               |
| 31                   | Michael Holt       | 0                | 1                | 1                | 31               | 44               |
| 32                   | Lyu Haotian        | 0                | 1                | 1                | 61               | 26               |
| Tornei Non Ufficiali |                    |                  |                  |                  |                  |                  |
| N°                   | Giocatore          | Vittorie         | Finali perse     | Totale           | Ranking Iniziale | Ranking Finale   |
| 1                    | David Grace        | 2                | 0                | 2                | (Dilettante)     | (Dilettante)     |
| 2                    | Brandon Sargeant   | 1                | 1                | 2                | (Dilettante)     | (Dilettante)     |
| 3                    | Mitchell Mann      | 1                | 1                | 2                | (Dilettante)     | (Dilettante)     |
| 4                    | David Lilley       | 1                | 1                | 2                | (Dilettante)     | 128              |
| 5                    | Barry Pinches      | 1                | 0                | 1                | (Dilettante)     | (Dilettante)     |
| 6                    | Andrew Norman      | 1                | 0                | 1                | (Dilettante)     | (Dilettante)     |
| 7                    | Joel Walker        | 1                | 0                | 1                | (Dilettante)     | (Dilettante)     |
| 8                    | Simon Bedford      | 1                | 0                | 1                | (Dilettante)     | (Dilettante)     |
| 9                    | Adam Duffy         | 1                | 0                | 1                | (Dilettante)     | (Dilettante)     |
| 10                   | George Pragnall    | 1                | 0                | 1                | (Dilettante)     | (Dilettante)     |
| 11                   | Ross Muir          | 0                | 1                | 1                | 90               | (Dilettante)     |
| 12                   | Luke Simmonds      | 0                | 1                | 1                | 127              | (Dilettante)     |
| 13                   | Jackson Page       | 0                | 1                | 1                | (Dilettante)     | 102              |
| 14                   | Harvey Chandler    | 0                | 1                | 1                | (Dilettante)     | 87               |
| 15                   | Dylan Emery        | 0                | 1                | 1                | (Dilettante)     | (Dilettante)     |
| 16                   | Ben Hancorn        | 0                | 1                | 1                | (Dilettante)     | (Dilettante)     |
| 17                   | Jenson Kendrick    | 0                | 1                | 1                | (Dilettante)     | (Dilettante)     |
| 18                   | Matthew Glasby     | 0                | 1                | 1                | (Dilettante)     | (Dilettante)     |
| 19                   | Callum Lloyd       | 0                | 1                | 1                | (Dilettante)     | (Dilettante)     |
| Tour Leggende        |                    |                  |                  |                  |                  |                  |
| N°                   | Giocatore          | Vittorie         | Finali perse     | Totale           | Ranking Iniziale | Ranking Finale   |
| 1                    | Jimmy White        | 2                | 0                | 2                | 72               | 127              |
| 2                    | Ken Doherty        | 1                | 0                | 1                | 65               | 56               |
| 3                    | Joe Johnson        | 1                | 0                | 1                | (Ritirato)       | (Ritirato)       |
| 4                    | Igor Figuiredo     | 0                | 1                | 1                | (Dilettante)     | 112              |
| 5                    | Rodney Goggins     | 0                | 1                | 1                | (Ritirato)       | (Ritirato)       |
| 6                    | Aaron Canavan      | 0                | 1                | 1                | (Ritirato)       | (Ritirato)       |

## Finalisti per nazione
| Tornei Ufficiali | Tornei Ufficiali | Tornei Ufficiali | Tornei Ufficiali | Tornei Ufficiali |
| N°               | Nazione          | Vittorie         | Finali perse     | Totale           |
| ---------------- | ---------------- | ---------------- | ---------------- | ---------------- |
| 1                | Inghilterra      | 22               | 18               | 40               |
| 2                | Australia        | 3                | 3                | 6                |
| 3                | Cina             | 2                | 4                | 6                |
| 4                | Galles           | 2                | 2                | 4                |
| 5                | Scozia           | 0                | 2                | 2                |
| 6                | Cipro            | 0                | 2                | 2                |
| 7                | Irlanda del Nord | 1                | 0                | 1                |
| 8                | Thailandia       | 1                | 0                | 1                |
| 9                | Belgio           | 1                | 0                | 1                |
| 10               | Hong Kong        | 1                | 0                | 1                |
| Tour Leggende    |                  |                  |                  |                  |
| N°               | Nazione          | Vittorie         | Finali perse     | Totale           |
| 1                | Inghilterra      | 3                | 0                | 3                |
| 2                | Irlanda          | 1                | 1                | 2                |
| 3                | Brasile          | 0                | 1                | 1                |
| 4                | Jersey           | 0                | 1                | 1                |

## Century Breaks
| Tornei Ufficiali e Non Ufficiali | Tornei Ufficiali e Non Ufficiali | Tornei Ufficiali e Non Ufficiali  |
| Giocatore                        | Century Breaks                   | Miglior Break                     |
| -------------------------------- | -------------------------------- | --------------------------------- |
| Neil Robertson                   | 8                                | 123 (Riga Masters) Qualificazioni |
| Zhao Xintong                     | 4                                | 128 (Riga Masters)                |
| Liang Wenbó                      | 3                                | 140 (Riga Masters)                |
| Joe Perry                        | 3                                | 125 (Riga Masters)                |
| David Lilley                     | 2                                | 118 (Riga Masters) Qualificazioni |
| Stuart Carrington                | 2                                | 110 (Riga Masters)                |
| Stephen Maguire                  | 2                                | 106 (Riga Masters) Qualificazioni |
| Michael White                    | 1                                | 140 (Riga Masters) Qualificazioni |
| Scott Donaldson                  | 1                                | 137 (Riga Masters) Qualificazioni |
| Li Yuan                          | 1                                | 137 (Riga Masters) Qualificazioni |
| Noppon Saenghkam                 | 1                                | 137 (Riga Masters) Qualificazioni |
| Kurt Maflin                      | 1                                | 133 (Riga Masters)                |
| Peter Lines                      | 1                                | 133 (Riga Masters)                |
| Marco Fu                         | 1                                | 122 (Riga Masters)                |
| Jamie Jones                      | 1                                | 121 (Riga Masters)                |
| Shaun Murphy                     | 1                                | 120 (Riga Masters)                |
| Zhang Yong                       | 1                                | 120 (Riga Masters)                |
| Fergal O'Brien                   | 1                                | 115 (Riga Masters)                |
| Chris Wakelin                    | 1                                | 115 (Riga Masters)                |
| Alfie Burden                     | 1                                | 114 (Riga Masters)                |
| Mark Joyce                       | 1                                | 112 (Riga Masters) Qualificazioni |
| Ben Woollaston                   | 1                                | 110 (Riga Masters)                |
| Tom Ford                         | 1                                | 109 (Riga Masters) Qualificazioni |
| Rod Lawler                       | 1                                | 107 (Riga Masters) Qualificazioni |
| Mark King                        | 1                                | 106 (Riga Masters)                |
| Kyren Wilson                     | 1                                | 105 (Riga Masters)                |
| Mark Davis                       | 1                                | 104 (Riga Masters) Qualificazioni |
| Ricky Walden                     | 1                                | 103 (Riga Masters)                |
| Yan Bingtao                      | 1                                | 102 (Riga Masters) Qualificazioni |
| Jack Lisowski                    | 1                                | 101 (Riga Masters)                |
| Zhang Jiankang                   | 1                                | 100 (Riga Masters) Qualificazioni |